# Львовский завод радиоэлектронной медицинской аппаратуры
Львовский завод радиоэлектронной медицинской аппаратуры (укр. Львівський завод радіоелектронної медичної апаратури) — промышленное предприятие Львова.

## История

### 1944 - 1991
Предприятие начало деятельность 1 августа 1944 года, когда на основании распоряжения СНК УССР № 786 от 31 июля 1944 года на базе ремонтно-механической мастерской по ремонту паровых котлов, мастерских по изготовлению деревянной тары и мастерской по изготовлению деревянных колёс во Львове был введён в эксплуатацию завод дезинфекционного оборудования.
В 1948 году на заводе началось освоение производства медицинской мебели и медицинского оборудования: стоматологических столиков, столов для тяжелобольных, проволочных шин для фиксации конечностей при переломах, рамок для проявки рентгеновских снимков, спиртовых ламп, настенных аптечек, медицинских шкафов для хранения мединструмента, аппаратов стерилизации лабораторной посуды, водяных лабораторных бань и др. Новому профилю завода уже не отвечало прежнее название, поэтому приказом министра здравоохранения СССР № 2217 от 21 сентября 1956 года он был переименован в завод медицинского оборудования.
В 1960 году на заводе началось освоение производства электронных медицинских аппаратов. Первым изготовленным на заводе электронным прибором был "пульсотахометр" — прибор для долговременного и непрерывного измерения частоты пульса во время хирургических операций, а также для физиологических исследований. В 1960 году их изготовили 20 штук (что составило 0,3% годовой продукции завода).
В 1962 году было освоено производство двух новых аппаратов: электрического стимулятора дыхания ЭСД-1 (предназначенного для искусственного восстановления дыхания путем воздействия электрическим током на дыхательную мускулатуру и диафрагменные нервы) и аппарата УВЧ-4 (предназначенного для местного лечебного воздействия импульсным электрическим полем ультравысокой частоты).
В 1965 году во Львове было создано специальное конструкторско-технологическое бюро электронной медицинской аппаратуры, в 1966 году в результате реорганизации завода медицинского оборудования был создан Львовский завод радиоэлектронной медицинской аппаратуры.
В 1970 году Львовское специальное конструкторско-технологическое бюро электронной медицинской аппаратуры было преобразовано во Всесоюзный научно-исследовательский и конструкторский институт РЭМА.
К 1975 году завод РЭМА осуществлял экспорт продукции в 28 стран мира. Развитию предприятия способствовал обмен опытом, который завод осуществлял с предприятиями ВНР, ГДР и ПНР.
В 1977 году на базе Всесоюзного научно-исследовательского и конструкторского института РЭМА с опытным производством и завода РЭМА было создано Львовское научно-производственное объединение радиоэлектронной медицинской аппаратуры.
5 марта 1977 года завод выпустил первую партию из 20 шестиканальных электрокардиографов, изготовленных с использованием транзисторов и интегральных схем. По результатам деятельности в 1977 году, завод был награждён дипломом ВЦСПС и Госстандарта СССР.
По состоянию на 1981 год, НПО специализировалось на выпуске радиоэлектронной аппаратуры. Основными направлениями деятельности являлись разработка, конструирование и производство электронных медицинских приборов, аппаратов и комплексов для диагностики и лечения больных сердечно-сосудистыми, неврологическими и иными заболеваниями (электрокардиографов, энцефалографов, дефибрилляторов, полиграфов, мониторов и др.).
В 1991 году завод выпускал продукцию 78 наименований, общая численность работников предприятия составляла 2750 человек.

### После 1991
После провозглашения независимости Украины завод был преобразован в открытое акционерное общество.
В 1996 году предприятие было признано банкротом.
В августе 1997 года завод был включён в перечень предприятий, имеющих стратегическое значение для экономики и безопасности Украины.
25 июля 2001 года Кабинет министров Украины принял решение продать 25% акций предприятия (находившихся в государственной собственности).
2004 год завод завершил с убытком в размере 1,073 млн. гривен.
22 апреля 2005 года в соответствии с мировым соглашением между предприятием и кредиторами дело о банкротстве завода было закрыто, и завод завершил 2005 год с убытком 2,314 млн. гривен.
С 1998 года до июля 2006 года предприятие выпускало продукцию в небольших объёмах - общая стоимость выпущенной за это время продукции составила около 8 млн. гривен (причём стоимость продукции, выпущенной за первые шесть месяцев 2006 года составила 575 тысяч гривен), однако сумело сохранить производственные мощности.
К июлю 2006 года долги предприятия были погашены, завод продолжал в небольших объемах выпуск шести наименований продукции, а численность рабочих составляла 167 человек. В сентябре 2006 года Фонд государственного имущества Украины поручил киевской компании «Международный Бизнес Центр» оценить стоимость оставшегося в государственной собственности контрольного пакета в размере 61,32% акций предприятия с целью их продажи.
8 декабря 2006 года Кабинет министров Украины исключил завод из перечня предприятий, имеющих стратегическое значение для экономики и безопасности Украины.
29 ноября 2007 года Фонд государственного имущества Украины объявил о продаже оставшегося в государственной собственности контрольного пакета акций предприятия на аукционе при начальной цене 2,637 млн. гривен. К этому времени, в государственной собственности оставались 61,32% акций предприятия, ещё 27,68% акций находилось в собственности нескольких юридических лиц и 11% - в собственности физических лиц, а активы завода оценивали в 3,3 млн. гривен.
После того, как на продажу государственного пакета акций завода дал разрешение Антимонопольный комитет Украины, в июле 2008 года контрольный пакет в размере 61,32% акций предприятия был продан на аукционе за 1,892 млн. гривен (за сумму, на 40 тыс. гривен больше стартовой цены), после чего собственником завода стал львовский завод "Искра". К этому времени численность работников завода составляла 137 человек, предприятие специализировалось на выпуске медицинского оборудования (дефибрилляторов, электрокардиографов, аппаратов СМД-терапии и электромиостимуляторов).
2009 год завод закончил с убытком 1,805 млн. гривен.
В 2010 году завод увеличил объёмы реализации продукции, но завершил 2010 год с убытком в размере 2,254 млн. гривен.
В начале 2016 года два неиспользуемых этажа производственных помещений завода были сданы в аренду, в них была открыта фотостудия "Art Studio Passage".